# Ministère Charles-Maurice de Talleyrand-Périgord
Restauration
Commission Napoléon II Ministère Richelieu I
Le ministère de Charles-Maurice de Talleyrand-Périgord est un ministère de la Restauration, sous la Seconde Restauration, conduit par le prince de Talleyrand qui dure du 9 juillet au 26 septembre 1815 sous le règne de Louis XVIII.

## Composition

### Présidence du Conseil
| Fonction                           | Image                   | Nom                                   |
| ---------------------------------- | ----------------------- | ------------------------------------- |
| Président du Conseil des ministres | Le prince de Talleyrand | Charles-Maurice, prince de Talleyrand |

### Ministères
| Fonction                                 | Image                           | Nom                                            |
| ---------------------------------------- | ------------------------------- | ---------------------------------------------- |
| Ministre des Affaires étrangères         | Le prince de Talleyrand         | Charles-Maurice, prince de Talleyrand          |
| Ministre de la Justice et de l'Intérieur | Le baron Étienne-Denis Pasquier | Étienne-Denis, baron Pasquier                  |
| Ministre de la Guerre                    | Le marquis de Saint-Cyr         | Maréchal Laurent Gouvion, marquis de Saint-Cyr |
| Ministre des Finances                    | Le baron Joseph-Dominique Louis | Joseph-Dominique, baron Louis                  |
| Ministre de la Marine et des Colonies    | Le comte de Jaucourt            | François, comte de Jaucourt                    |
| Ministre de la Police                    | Le duc d’Otrante                | Joseph Fouché, duc d’Otrante                   |

## Actions
Nommé par le roi Louis XVIII de retour d’exil à l’issue des Cent-Jours le 9 juillet 1815,, ce premier ministère de la seconde Restauration succède à la commission provisoire de gouvernement présidée par Fouché qui administre la France depuis la seconde abdication de l’empereur Napoléon Ier. Sur la pression des ultras, Fouché est écarté du ministère, le roi l’envoyant comme ambassadeur à Dresde. Mais cela ne sauve pas le ministère, celui-ci prenant fin par la démission de l’ensemble du cabinet présentée au roi le 19 septembre 1815, sur fond de négociations du second traité de Paris — le prince de Talleyrand se refusant à signer un traité qu’il juge humiliant pour la France, tandis que le tsar Alexandre Ier fait pression pour son remplacement. Le premier ministère Richelieu lui succède le 26 septembre 1815.

## Source
- Emmanuel de Waresquiel et Benoît Yvert, Histoire de la Restauration (1814-1830) : Naissance de la France moderne, Paris, Éd. Perrin, coll. « Tempus », 2002 (1re éd. 1996), 499 p. (ISBN 2-262-01901-0), p. 487